# 淡陽信用組合
淡陽信用組合（だんようしんようくみあい）は、兵庫県洲本市に本店を置く信用組合である。
愛称は「だんよう」。
淡路島を中心に、神戸地区、姫路・東播地区など兵庫県南部の広範囲に展開している。ATMでは、しんくみ お得ねっと提携信用組合のカードによる出金は自組合扱いとなる。

## 沿革
- 1952年（昭和27年）12月 設立（本店所在地：津名郡富島町（旧北淡町）現淡路市）
- 1954年（昭和29年）営業地区を洲本市に拡大
- 1956年（昭和31年）7月 本店を洲本市紺屋町へ移転。
- 1959年（昭和34年）営業地区を洲本市・津名郡・三原郡の一円に拡大
- 1968年（昭和43年）営業地区を神戸市へ拡大
- 1988年（昭和63年）富士信用組合洲本支店を継承
- 1996年（平成8年）11月 経営破綻した山陽・けんみん大和の2信用組合の事業を譲り受け[2]、淡路島以外の兵庫県内で本格的な営業展開を開始。

## 店舗
| 支店番号 | 支店名     | 住所                                |
| -------- | ---------- | ----------------------------------- |
| 011      | 本店営業部 | 洲本市栄町1丁目3番17号              |
| 012      | 由良支店   | 洲本市由良3丁目9番15号              |
| 014      | 下加茂支店 | 洲本市下加茂1丁目4番11号            |
| 027      | 都志支店   | 洲本市五色町都志276番地の9          |
| 021      | 志筑支店   | 淡路市志筑3120番地の1               |
| 028      | 仮屋支店   | 淡路市久留麻1786番地の3             |
| 023      | 岩屋支店   | 淡路市岩屋988番地の3                |
| 025      | 北淡支店   | 淡路市室津2429番地の7               |
| 026      | 郡家支店   | 淡路市郡家84番地の1                 |
| 031      | 湊支店     | 南あわじ市湊55番地の1               |
| 034      | 阿万支店   | 南あわじ市阿万下町546番地の5        |
| 033      | 市支店     | 南あわじ市市福永420番地の4          |
| 032      | 福良支店   | 南あわじ市福良甲1327番地            |
| 035      | 広田支店   | 南あわじ市広田広田373番地の5        |
| 051      | 神戸支店   | 神戸市中央区布引町3丁目2番1号       |
| 056      | 灘支店     | 神戸市灘区友田町2丁目7番17号        |
| 054      | 加古川支店 | 加古川市平岡町新在家2丁目269番地の5 |
| 066      | 姫路支店   | 姫路市東延末2丁目20番地             |
| 067      | 赤穂支店   | 赤穂市加里屋駅前町30番地の14        |
| 061      | 山崎支店   | 宍粟市山崎町鹿沢57番地の5           |
| 062      | 佐用支店   | 佐用郡佐用町佐用2904番地18          |
| 063      | 一宮支店   | 宍粟市一宮町東市場565番地5          |